# Осада Быхова (1707)
Осада Быхова 1707 года — эпизод Северной войны и своего рода отголосок «Домашней войны» в Великом княжестве Литовском (1697—1702).

## Предыстория
Одним из последних событий Гражданской войны в ВКЛ стало взятие противниками Сапег Быхова в 1702 году. Правителем Быхова стал К. К. Сеницкий.
В дальнейшем Сапеги приняли участие в Северной войне на стороне шведского короля Карла XII и способствовали воцарению Станислава Лещинского (1704) и отречению от польского престола Августа II (1706).
Отречение Августа II сделало К. К. Сеницкого подданным Станислава Лещинского — сторонника Карла XII. После прибытия в Быхов своего брата Людвига, а также полковников Линдорфа и Берлинкурта генерал К. К. Сеницкий открыто принял сторону Станислава Лещинского, то есть выступил против вчерашних союзников — русских, захватив при этом казну русских полков.
В преддверии ожидаемого нападения Карла XII на Россию Быхов представлял собой важный стратегический пункт на Днепре, который Пётр I не собирался оставлять противнику.

## Ход осады
Пётр I направил к Быхову несколько десятков русских полков под командованием И. И. Чамберса, Р. Х. Баура, Н. Г. фон Вердена и Г. С. Волконского.
Быхов на тот момент представлял собой первоклассную крепость с большим количеством пехоты, конницы и артиллерии.
Артиллерийская канонада без перерыва велась в течение нескольких дней. Большие разрушения, отсутствие помощи от Сапег и Станислава Лещинского заставило генерала К. К. Сеницкого начать переговоры о капитуляции.
Сторонник Петра I польный литовский гетман Г. А. Огинский убедил гарнизон сдаться на почётную капитуляцию. 25 июня 1707 года было подписано соглашение об условиях сдачи Быхова. По его условиям в замке оставались 2 коменданта и размещался гарнизон из войск ВКЛ и России. Жители города сохраняли свои права и привилегии.

## Последующие события
Несмотря на условия капитуляции царь Пётр I приказал арестовать Сеницких, заковать в кандалы и выслать их в Сибирь. Быховскую артиллерию и боеприпасы Пётр I отправил вниз по Днепру в Киев.
В течение 7 лет в Быхове стоял русский гарнизон, после чего укрепления были разрушены.
За взятие Быхова Р. Х. Баур получил чин генерал-поручика русской кавалерии.